# Monastero di Micy
L'abbazia di Saint-Mesmin de Micy o semplicemente Micy, è un'abbazia nei pressi di Orléans, in corrispondenza della intersezione tra il fiume Loira e il Loiret, nel territorio dell'attuale comune di Saint-Pryvé-Saint-Mesmin. Venne completamente demolita nel 1792, durante la Rivoluzione francese.

## Storia
Fu fondata intorno al 501 per opera di Sant'Euspicio e di suo nipote San Massimino di Micy, grazie a una donazione del re franco Clodoveo I. Oltre al terreno su cui venne fondato il monastero, il sovrano franco donò i privilegi dei territori di Chaingy e di Ligny, oltre ai diritti derivanti delle rive del Loiret per tutta la sua lunghezza, compresa una miniera di sale. Fu così che nacque un Miciacum o Sanctus Maximus Miciacensis, un monastero che divenne ben presto una fonte prolifica di studiosi e missionari, della cui opera beneficiò la popolazione circostante. Il monastero diede poi vita ad una importantissima biblioteca che ben presto divenne una delle più importanti della sua epoca.
Subito dopo la sua fondazione il monastero ebbe un illustre ospite nella persona di Leonardo di Noblac, figlio di nobili franchi, che si ritirò in preghiera dopo aver abbandonato la corte del sovrano dei Franchi insieme al fratello Liotardo. Dopo la morte del fondatore Massimino, l'abbazia fu guidata dall'abate Avito, che la amministrò per lungo tempo fino a quando non decise di partire alla ricerca di un luogo più solitario, si trasferì in una foresta nei pressi di Châteaudun dove condusse una vita da eremita.
Intorno al 590 il visconte di Orléans, di nome Agylus, inseguendo un suo servo in fuga, venne fermato miracolosamente permettendo al fuggiasco di trovare asilo nella grotta dove era sepolto il corpo di San Massimino. Dopo aver rinunciato ai suoi diritti sull'uomo, Agylus fece dono di parte delle sue terre all'Abbazia di Micy e in parte all'Abbazia di Saint-Ay.
Alla fine dell'VIII secolo il  vescovo di Orléans introdusse nel monastero la regola benedettina, ma tuttavia questa riforma non contribuì ad evitare un lungo periodo di decadenza dell'abbazia iniziato con le razzìe dei Normanni e proseguito fino alla Guerra dei Cent'Anni. Nel 1792, durante la Rivoluzione francese, ciò che restava dell'edificio dell'abbazia fu definitivamente raso al suolo.